# T.A. Thierry
T.A. Thierry (10. september 1873 – 6. april 1953) var en dansk arkitekt, der arbejdede i nationalromantik og Bedre Byggeskik.
Han gik på Kunstakademiets Arkitektskole 1898-1904 og var medarbejder på Martin Nyrops tegnestue ved byggeriet af Københavns Rådhus 1899-1905. Fra 1910 havde han egen tegnestue i Klampenborg.
Han var gift med Ellen Scheel (død 1957).

## Udvalgte værker
- Hegnsmur ved Femvejen (1908-09)
- Maglegårdsskolen, Mantziusvej 21, Hellerup (1909, sammen med Andreas Thejll)
- Villa for malermester Hindberg, Vitus Berings Allé 5, Klampenborg (1918)[1]
- Villa for sagfører G. Johnsen, Taarbæk Strandvej 34A, Taarbæk (1929)[2]